# Терещенко, Александр Николович
Алекса́ндр Нико́лович Тере́щенко (1856—1911) — киевский благотворитель и общественный деятель, почетный попечитель Киевской 1-й гимназии в 1895—1911 годах.

## Биография
Православный. Из дворян Киевской губернии. Младший сын крупного сахарозаводчика Николы Артемьевича Терещенка и жены его Пелагеи Георгиевны.
Как и старший брат Иван, учился в частной гимназии Креймана в Москве, по окончании которой поступил в Московский университет. Затем перешел на юридический факультет университета св. Владимира, который окончил 19 января 1879 года со степенью кандидата. 24 апреля того же года поступил в лейб-гвардии Гродненский гусарский полк вольноопределяющимся 1-го разряда. 26 июля был произведен в унтер-офицеры, а 13 декабря, по выдержании офицерского экзамена при 2-м военном Константиновском училище — в корнеты. 25 апреля 1880 года был уволен в отпуск, а 6 декабря 1882 года — зачислен в запас гвардейской кавалерии.
В Киеве посвятил себя благотворительной и общественной деятельности. В 1881 году стал одним из учредителей Общества вспомоществования студентам университета св. Владимира, был избран его секретарем. 17 марта 1883 года был утвержден почетным попечителем Киевской 3-й гимназии и состоял в этой должности до 23 сентября 1895 года, когда назначен был почетным попечителем и церковным старостой Киевской 1-й гимназии. Учредил при гимназии три новых стипендии: имени А. С. Пушкина в 5000 рублей (1899), имени Н. В. Гоголя в 5000 рублей (1902), имени тайного советника Н. А. Терещенка в 15000 рублей (1904). Сверх того, ежегодно вносил на нужды гимназии по 1000 рублей, а также уплачивал за учение нескольких беднейших учеников гимназии. В 1905 году на его средства была устроена колония-дача в деревне Плюты, на берегу Днепра, для летнего отдыха более слабых учеников киевских гимназий, в том числе и Киевской 1-й. Колония находилась на содержании и под наблюдением начальства Киевского учебного округа.

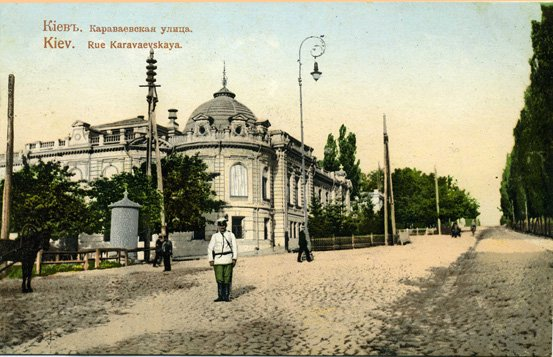
Особняк Александра Терещенко на Караваевской улице

11 мая 1887 года назначен почетным мировым судьей Киевского судебно-мирового округа, 22 марта 1896 года — членом Киевского лесоохранительного комитета от лесовладельцев, 28 июля 1899 года утвержден директором Киевского губернского попечительного о тюрьмах комитета, а 4 ноября 1902 года назначен почетным членом губернского попечительства детских приютов. Кроме того, состоял попечителем бесплатного ночлежного приюта Н. А. Терещенка и лечебницы Киевского благотворительного общества, председателем комитета бесплатной больницы для чернорабочих, а по городу Глухову: попечителем 3-классного городского училища Ф. А. Терещенка, больницы св. Ефросинии и детского приюта Терещенков, а также почетным попечителем Глуховской мужской гимназии.
До свадьбы Александр Николович жил в отцовском доме, а весной 1893 года приобрел усадьбу на углу улиц Кузнечной и Караваевской, № 2/7 и по проекту архитектора Бойцова выстроил там роскошный особняк в 33 комнаты. Позднее приобрел у наследников профессора Н. К. Ренненкампфа соседнюю усадьбу № 4 и у вдовы профессора А. П. Алексеевой — усадьбу № 6. В 1907 году купил у В. И. Толли усадьбу с двухэтажным кирпичным домом по Караваевской, 9, где располагалась также контора имений и заводов.
Интересовался искусством и стариной, собирал живопись. С 1883 года бессменно состоял членом дирекции, а затем — товарищем председателя Киевского отделения Русского музыкального общества. Состоял почетным членом Совета Киевского художественного училища. Был почетным членом Киевского отдела Русского собрания и действительным членом Киевского клуба русских националистов.
Во время русско-японской войны перечислил 100 тысяч рублей Обществу Красного Креста, за собственный счет устроил три барака для раненых на станции «Киев» и приют для раненых офицеров при больнице в Житомире, расходы на которые составили более 200 тысяч рублей. 1 января 1906 года был награждён чином действительного статского советника.

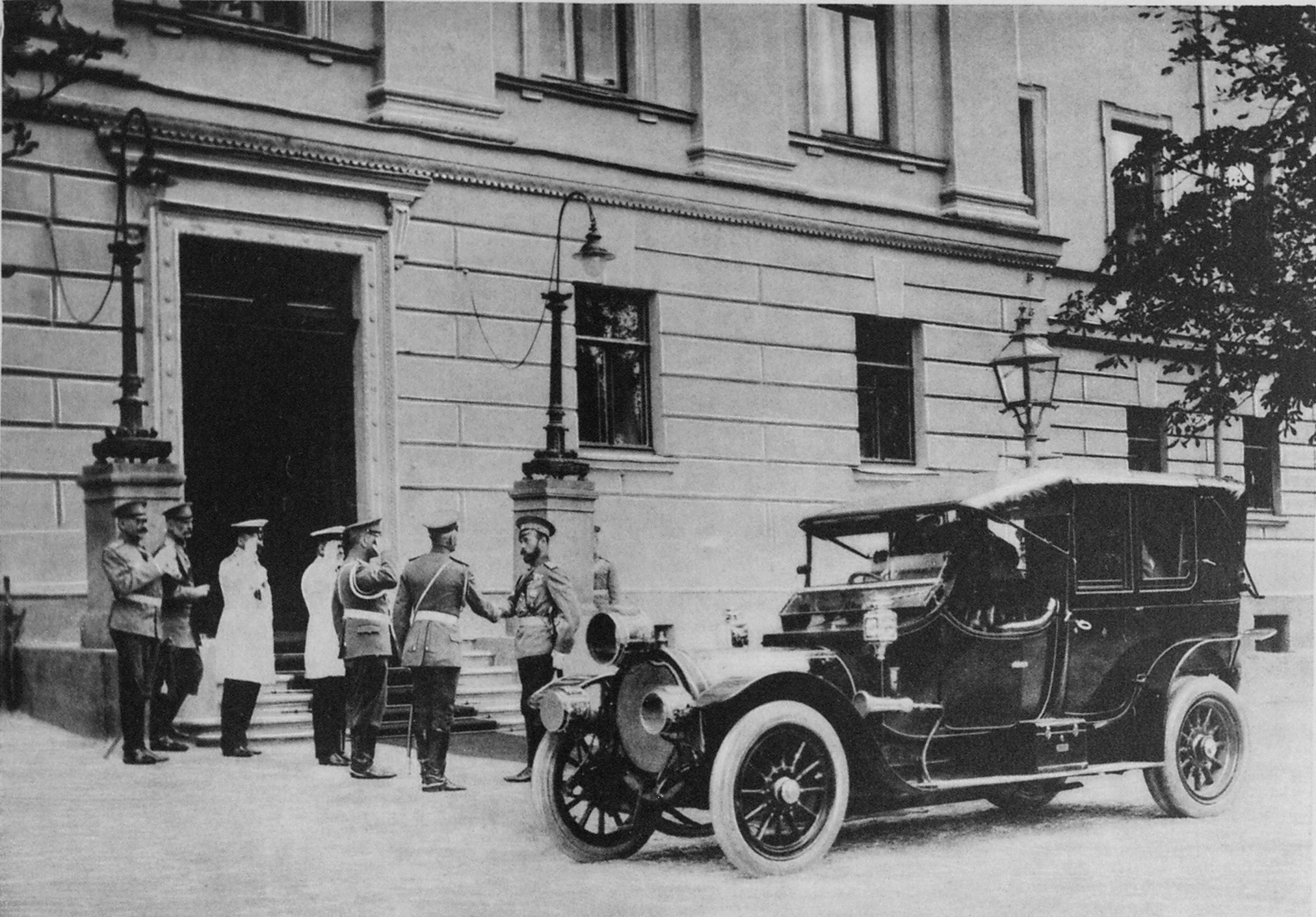
Прибытие Николая II к зданию гимназии.

В 1911 году принял деятельное участие в приготовлениях к столетнему юбилею Киевской 1-й гимназии, в частности полностью оплатил все расходы по изданию трехтомного, со многими фототипиями, исторического обзора «Столетие Киевской Первой гимназии». Когда стало известно, что гимназия удостоится посещения императором Николаем II, то Александр Николович приложил немало трудов и средств, чтобы 4 сентября 1911 года домовый гимназический храм и актовый зал предстали перед монархом в подобающем виде. Позднее в тот же день близкий знакомый Александра Николовича обер-церемониймейстер граф В. А. Гендриков передавал, что император выражает своё удовольствие по поводу посещения гимназии.
Во время торжеств Александр Николович уже недомогал, почувствовав себя нехорошо ещё в начале августа в Одессе, а 8 сентября слег в постель. Затем он решился ехать в Санкт-Петербург к семье, для совета с врачами. Скончался 23 октября 1911 года в Петербурге, вследствие разрыва швов и сильного кровоизлияния на пятый день после операции, вызванной тяжелой болезнью печени. Прах его оставался в столице, пока велось строительство склепа, а затем был перевезен в Киев для погребения, которое состоялось 30 июня 1912 года на Аскольдовой могиле. Панихиду у гроба покойного совершил кафедральный митрофорный протоиерей М. Д. Златоверховников.
Наследникам Александра Николовича остался капитал в 14 миллионов рублей, два сахарных завода и несколько имений в Черкасском, Чигиринском и Сквирском уездах Киевской губернии, а также в Житомирском уезде Волынской губернии. Почетным попечителем Киевской 1-й гимназии был избран его племянник Михаил Иванович Терещенко, а благотворительную деятельность продолжила жена Елизавета Владимировна. Среди прочего, она передала в распоряжение городской думы 100 тысяч рублей в ценных бумагах для выдачи пособий больным и нуждающимся жителям Киева, выделила капитал более 500 тысяч рублей на стипендии для Киевского музыкального училища и Александровской гимназии, приобрела для станции Общества скорой помощи автомобиль, стоивший в те времена 10 тысяч рублей. Во время Первой мировой войны Елизавета Владимировна содержала лазарет на 135 кроватей при больнице для чернорабочих, а Ольга Николовна — Ольгинский лазарет на 20 кроватей в доме покойного брата по ул. Кузнечной, 6.

## Семья
С 8 июля 1892 года был женат на Елизавете Владимировне Хлоповой (1862—1932). Их дети:
- Никола (1893—1931), воспитанник Киевской 1-й гимназии и Императорского училища правоведения (1916), корнет лейб-гвардии Драгунского полка. В эмиграции в Швейцарии[3].
- Мария (р. 1894), замужем за виконтом Пети де Моркур.
- Ольга (р. 1896), в первом замужестве Розенберг, во втором браке за Б. Э. Нольде[4].

## Награды
- Орден Святой Анны 2-й ст. (1899)

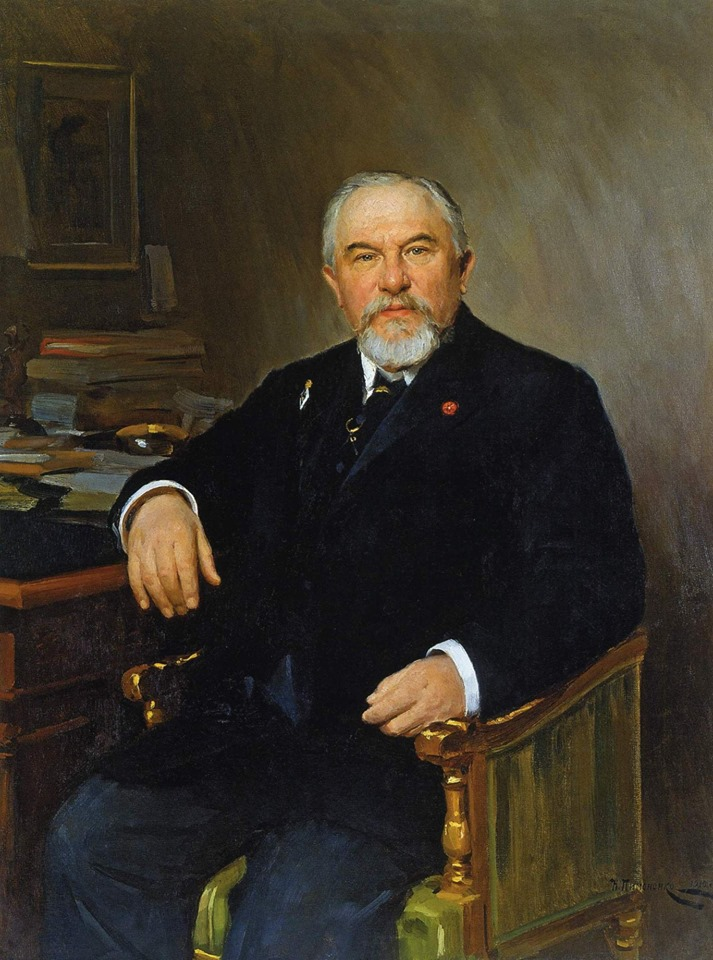
Портрет А. Н. Терещенко работы Н. К. Пимоненко, 1910 г.

- Орден Святого Владимира 4-й ст. (1903)
- Орден Святого Владимира 3-й ст.

- Медаль «В память царствования императора Александра III»
- Медаль Красного Креста «В память русско-японской войны 1904—1905 гг.»